# SB19
 (février 2025).
Si vous disposez d'ouvrages ou d'articles de référence ou si vous connaissez des sites web de qualité traitant du thème abordé ici, merci de compléter l'article en donnant les références utiles à sa vérifiabilité et en les liant à la section « Notes et références ».
SB19 est un groupe philippin sous 1Z Entertainment et sous Ariola Japan.
Il s'agit du tout premier boys band d'Asie du Sud-Est à rentrer dans le top 1 des charts britanniques[réf. nécessaire].

## Discographie

### Singles
- Tilaluha (2018)
- Go Up (2019)
- Alab (Burning) (2019)
- What? (2021)
- Mapa (2021)
- Mapa (Band Version) Avec Ben&Ben (2021)
- Bazinga (2021)
- Ligaya (2021)
- WYAT (Where You At) (2022)
- Nyebe (2022)
- Gento (2023)
- Moonlight Avec Ian Asher & Terry Zhong (2024)
- Ready Avec Apl.De.Ap (2024)
- Kalakal Avec Gloc-9 (2024)
- Dam (2025)